# Ed Banger Records
Pour les articles homonymes, voir Banger.
Ed Banger est un label français de musique électronique fondé par Pedro Winter en mars 2003 à Montmartre, au nord de Paris.
Il a joué un rôle central dans l'évolution de la musique électronique française, contribuant à définir le son de la « French Touch 2.0 » au début des années 2000, à travers des artistes tels que Justice, DJ Mehdi ou SebastiAn.
Il appartient à la société Headbangers Entertainment.

## Historique
Ed Banger est créé en 2003 par Pedro Winter, alors manager via sa société Headbangers Entertainment de Daft Punk, Cassius et DJ Mehdi. Quand il décide d'étendre ses activités de manager avec ce label, DJ Mehdi lui suggère d'inventer le personnage de ED dont vient le nom. La chaîne MTV avec son émission Headbangers Ball lui inspire le nom. En 2015 il confiera « On est en 2003, je travaille pour les Daft Punk, Cassius, Cosmo Vitelli, DJ Mehdi et, par effet de mimétisme vis-à-vis de mes grands frères, j'ai envie d'avoir mon label à moi. J'ai pris l'aventure Daft en route. C'était grisant parce que c'était les Daft, mais ils existaient avant moi ».
C'est la découverte du titre Radar Rider de Mr. Flash qui le pousse à fonder son label ; sur ce premier maxi du label figurera d'ailleurs le numéro de téléphone du label et une incitation à « appeler Ed ». La face B du maxi est signée Philippe Zdar de Cassius, sous son pseudo A Bass Day. Dès le départ, le label développe un graphisme qui lui est propre à base d'illustrations pop. Les visuels du label sont réalisés par So-Me, qui explique qu'il souhaitait « un graphisme très généreux, un dessin inspiré de la BD, qui n’était pas un truc forcément noble pour le milieu. Des éléments qui venaient du skate et du graffiti aussi, qui n’ont pas peur de la couleur ni de s’auto-caricaturer ». So-Me dessine d'ailleurs pour cette première pochette un amplificateur Marshall en noir et blanc, qui deviendra plus tard l'emblème du groupe Justice.
La vocation d'Ed Banger est de « prendre le contrepied de la French Touch », des « sous-Daft Punk » et « pseudo-Stardust » qui « pullulent » explique plus tard Pedro Winter. Même s'il admet aujourd'hui : « Je n'ai pas monté un label pour défendre un son, désolé si je ruine la mythologie Ed Banger. » Pedro fait référence au son saturé et compressé, caractéristique de Justice et SebastiAn notamment, qui fera la réputation du label et de la French Touch 2.0. « Je monte le label pour sortir Mr Flash. Ensuite, je me prends au jeu et je veux sortir un deuxième maxi, c'est aussi simple que ça. ».
Toujours en 2003 Pedro Winter rencontre, via son directeur artistique So-Me, Gaspard Augé du duo Justice, qui lui présentent le morceau Never Be Alone . Plusieurs semaines plus tard, Pedro organise une fête au Pulp. Il embarque Justice avec lui et joue Never Be Alone pour la première fois. Sur le dancefloor, c'est « l'euphorie, il se passe un truc, c'est immédiat » . Rapidement le groupe signe avec le label et Never Be Alone sort en maxi vinyle en juin 2003. Ed Banger en vend  « 1 000 ou 2 000 ». Le morceau va vraiment décoller à la faveur d'un coup de téléphone de l'Allemand DJ Hell, le dirigeant du label, International Deejay Gigolo. « Helmut (Josef Geier) m'appelle pour sortir le morceau sur son label, se souvient Pedro. Ils en font 5 000 et inondent le monde. Le titre devient un phénomène souterrain. » Effet rapide : dans le petit bureau d'Ed Banger, les demandes fortunées pour avoir Justice en DJ set. « Je commence à tourner avec eux. Je les protège, je les encadre, je leur fais découvrir tout ça, je suis avec eux. Ils apprennent à mixer [...] et ils assurent. » .
Puis ce sera le tour, dès les débuts du label, de SebastiAn ou Krazy Baldhead de signer avec le label. Deux ans plus tard Ed Banger sortira le maxi We Are Your Friends, remix par Justice de Never Be Alone de Simian Mobile Disco. Le morceau est un tube. En 2006 Ed Banger sort son premier LP, Lucky Boy de DJ Mehdi. Suivra ensuite Rainbow Man en 2007, de Pedro Winter lui-même sous le pseudo Busy P. La même année, la reconnaissance internationale de l'album Cross de Justice donne une grande visibilité au label, allant plus loin que le microcosme de la musique électronique française : festivals majeurs et discothèques de par le monde ouvrent leurs portes aux artistes d'Ed Banger. Avec Breakbot, Uffie, Cassius, Mr Oizo ou Carte Blanche, les tubes s’enchaînent ainsi que les nominations aux cérémonies récompensant la musique et les clips.
En 2011, DJ Mehdi, « figure emblématique du label », meurt lors d'une soirée. Cet évènement marque un net ralentissement pour Ed Banger.
En 2015, Para One rejoint le label avec le titre Elevation. L'année suivante Justice sort un nouveau disque, ainsi que Cassius, Mr Oizo et Breakbot ; ceci marque un retour sur le devant de la scène du label. En parallèle, de nouveaux artistes sont signés, tels que 10LEC6, Myd, ou Vladimir Cauchemar. Les quinze ans d'Ed Banger donnent lieu à une soirée au Grand Rex avec reprise des titres phares, anciens ou récents, du label, joués par les 70 musiciens de l'orchestre Lamoureux.

## Artistes
Quelques artistes du label : 
- Breakbot
- Busy P
- Cassius
- DJ Mehdi
- DJ Pone
- DSL
- Feadz
- Justice
- Krazy Baldhead
- Mr. Flash
- Mr. Oizo
- Myd
- Para One
- SebastiAn
- Uffie
- Vicarious Bliss
- Vladimir Cauchemar

### Source
- « EdBanger, quinze ans de règne », DJ Mag France, no 21,‎ été 2019, p. 40 à 41 (ISSN 2271-006X).